# Sapo-parteiro-de-maiorca
O Alytes muletensis, chamado de sapo-parteiro-de-maiorca ou sapo-baleares é um pequeno anuro endêmica das ilhas Baleares, especificamente a ilha de Maiorca, Espanha. Foram encontrados restos mortais deste sapo e pensava-se que ele já havia se extinguido a mais de 2.000 anos atrás. O sapo Baleares pertence ao género Alytes, uma espécie bem representada na fauna espanhola.
O sapo baleares é um anfíbio de hábitos noturnos e são frequentemente encontrados entre fendas de rochas bem escondidas com grupos de até cinco indivíduos. O macho do sapo baleares mede cerca de 3,4 centímetros (cm) de comprimento na fase adulta e as fêmeas são ligeiramente maiores medindo 3,8 centímetros (cm) de comprimento total. Embora a diferença de tamanho entre machos e fêmeas, é uma tarefa difícil distinguir machos e fêmeas. A sua cabeça é relativamente grande se comparada a seu corpo. A sua coloração é bem diversificada. Pode ser encontrado principalmente próximo a riachos em desfiladeiros inacessíveis na Serra de Tramuntana  ao norte de Maiorca.
Até o ano de 1977, o sapo baleares era somente conhecido por fósseis, e por acaso um indivíduo fugiu das fendas estreitas que habitava ao norte de Maiorca o que permitiu se conhecer a espécie. O estado de conservação do sapo baleares vem mudando desde 1988 que nessa época foi classificado como indeterminada. Novos estudos foram feitos e reclassificaram como Ameaçado em 1990. Em 1994 a espécie passa a Ameaçada de extinção. Em 1996 foi classificada como criticamente em perigo. No ano de 2006 (até hoje) encontra-se classificada como vulnerável na lista da União Internacional para a Conservação da Natureza e dos Recursos Naturais (IUCN).

## Classificação
O sapo baleares é assim chamado porque habita as Ilhas Baleares, também é conhecido como sapo-parteiro-de-maiorca ou sapo-parteiro-maiorquino que também se refere ao lugar específico onde esta espécie mora, na Maiorca. A classificação e a primeira descrição desta espécie deve-se a Sanchiz e Adrover no ano de 1979 após dois anos de sua primeira aparição. O sapo baleares teve o estado de classificação mudado por muitas vezes desde o ao de 1988 que foi classificado como indeterminado, em 1990 classificado como Ameaçado, em 1994 ameaçado de extinção, em 1996 classificado como criticamente em perigo e em 2006 (até hoje) classificado como vulnerável.

## Descrição
O sapo-parteiro-de-maiorca é um pequeno anuro da família Alytidae de cabeça relativamente grande. Os machos medem 3,47 centímetros sendo ligeiramente menores que as fêmeas que medem cerca de 3,8 centímetros. Embora essa diferença, não é uma tarefa fácil distinguir machos e fêmeas. Os olhos dos sapo baleares são grandes e tem uma pupila vertical no formato de um fenda. As patas são relativamente longas, a pele é muito suave e brilhante, com exceção das costas que apresentam verrugas. A coloração do sapo-parteiro-de-maiorca é muito variável. Geralmente a sua cor de fundo é ouro-enverdeado, com a presença de manchas verde-escuro ou preto de vários tamanhos. Pode haver a presença de uma forma que lembra uma triângulo acima dos olhos do sapo-parteiro-de-maiorca. A sua parte inferior é branca com uma tonalidade mais suave do que a parte de trás.

## Ecologia

### Habitat
O sapo-parteiro-de-maiorca é endêmico para a ilha de Maiorca, na costa leste da Espanha. Esta espécie habita riachos inacessíveis em desfiladeiros ou vales de calcário no norte de Maiorca, e se esconde sob pedras e em fendas em grupos de até 5 indivíduos. Sua preferência são pequenos córregos e profundamente esculpidas nas montanhas de calcário. Ela está presente em maior densidade de populações em encostas íngremes e altitudes mais elevadas, nesses lugares os predadores são menos comuns. A espécie é encontrada em riachos (Torrentes) na Serra de Tramuntana. A área recebe uma precipitação anual de 1000 a 2000 mm de água e as temperaturas variam entre 9 º C a 22 º C. Esta espécie não tolera a degradação do habitat, apesar de algumas populações ocorrerem por fontes de água pelo homem, tais como, bebedouros, tanques, recipientes de chuva, entre outros.

### Reprodução
A reprodução do sapo-parteiro-maiorquino é muito parecida com a do sapo-parteiro-bético (Alytes dickhilleni). O acasalamento tem inicio no inverno e ocorre quando o sapo macho chama a atenção da fêmea (através da emissão de sons), e esta vem até seu companheiro. O macho a abraça com força por trás e a força a por os ovos. Elas colocam cerca de 7 a 12 ovos, que ocorre em uma sequência longa e demorada. Os ovos são maiores em diâmetro em comparação aos dos outros sapos-parteiros de seu gênero Alytes, medido 5,4 mm a 7 mm de diâmetro.  A medida que os ovos vão saindo o macho os agarra com suas patas e lança seu esperma para fertiliza-los. Quando o macho consegue enrolar todos os ovos em suas pernas, a fêmea o deixa para cuidar dos ovos. Os machos mantém os ovos embrulhados entre suas pernas por um mês ou mais, protegendo-os de predadores e da seca.
O sapo baleares procura um abrigo com muito água para que os ovos se mantenham úmidos. Fica ali até chegar a época dos girinos saírem. Da mesma maneira que ocorre com o sapo-parteiro-bético, os ovos e girinos do sapo-parteiro-de-maiorca também são sensíveis a luz solar, por essa razão o macho procura um lugar fechado, onde não haja entrada de luz solar, mas que haja água, e nesse local faz a postura dos ovos. No mês de maio saem os primeiros girinos (medindo 18 mm). No verão, nos meses de Junho a Setembro ocorre a metamorfose dos girinos, em apenas algumas semanas os girinos crescem rapidamente até 76 mm de comprimento.

## Distribuição geográfica
Esta espécie é restrita à Serra de Tramuntana norte de Maiorca, nas Ilhas Baleares, Espanha. A máxima altitude onde sapo baleares pode ser encontrado é de 850 metros acima do nível do mar. A área de ocorrência é de 180 quilômetros quadrados (Km²), embora a área de ocupação seja menor que 10 Km². No entanto, isso está aumentando lentamente, como resultado do esforço de conservação intensiva.

## Conservação

### Proteção
O sapo parteiro de Maiorca é protegida por legislação nacional e sub-nacionais, seu habitat foi sugerido como Reserva Biogenética do Conselho da Europa. As leis estaduais e regionais têm proibido a captura, detenção ou morte desta espécie desde 1980. Ela está listada no apêndice II da Convenção de Berna, e nos anexos II e IV da Directiva Habitats Naturais da UE. É também registrada em nível nacional e sub-nacionais Red Data Books. Esta espécie está presente nas áreas protegidas das montanhas de Tramuntana. Um projeto em andamento para a conservação é a parteira de Maiorca, em cooperação entre o Governo das Ilhas Baleares, Maiorca Consellaria de Medi Ambient, Durrell Wildlife Conservation Trust, o Instituto Durrel de Conservação e Ecologia na Universidade de Kent, e jardim zoológico de Barcelona. Esta espécie produz-se bem em cativeiro e a reintrodução vêm ocorrendo desde 1988, com várias populações já estabeleceram com sucesso seu resultado. Pelo menos 10 populações têm sido reintroduzidas com sucesso. Reintrodução de animais a partir da instituição Wildlife Preservation Trust Jersey parou de funcionar em 2002, porém um mecanismo de criação em cativeiro novo agora existe em Mallorca, e as reintroduções devem continuar. No entanto, como resultado da recente descoberta de doenças, a recomendação foi cancelada em 2004, pelo Governo das Ilhas Baleares para interromper o programa de reintrodução. Pesquisas anuais estão ocorrendo e uma reserva tem sido proposto para ajudar a proteger as espécies. O número de locais adequados para a reintrodução é limitado, por isso o trabalho está concentrado na criação de novas piscinas. Um novo programa de recuperação para as espécies está sendo desenvolvido.